# Il testamento di Nobel (film)
Il testamento di Nobel (Nobels testamente), noto anche come Annika: Crime Reporter - Il testamento di Nobel, è un film del 2012 diretto da Peter Flinth.
Il soggetto è tratto dall'omonimo romanzo scritto da Liza Marklund che fa parte di una fortunata serie incentrata sul personaggio della giornalista Annika Bengtzon. Questo è il terzo film tratto dai romanzi di Liza Marklund, ed è il primo di una serie di sei pellicole, girate con lo stesso cast e la stessa protagonista interpretata da Malin Crépin.

## Trama
Stoccolma. La consegna del Premio Nobel per la medicina all'israeliano Aaron Wiesel è accompagnata da polemiche per via del controverso campo di ricerca dello scienziato premiato: le cellule staminali.
Nei solenni festeggiamenti seguiti alla premiazione, durante il ballo nella Sala d'oro, avviene un clamoroso attentato nel quale l'uomo rimane ferito e, a rimanere uccisa, è Caroline von Behring, scienziata svedese, a capo della commissione selezionatrice dei Nobel medici.
La giornalista Annika Bengtzon, presente al ballo, ha visto meglio di chiunque altro l'attentatrice, e dunque è una preziosa testimone al punto che gli inquirenti, in base ad una legge svedese, le impediscono di riferire alcunché sull'accaduto mortificando la sua attività professionale.
Così, mentre tutti i suoi colleghi sono impegnatissimi con il "caso dell'attentato al Premio Nobel", il direttore, d'accordo con il capo-redattore della cronaca nera, la presta momentaneamente alla cronaca rosa. Annika non si perde d'animo e si impegna a redigere un pezzo di costume sulla mal capitata Caroline von Behring, poco nota al grande pubblico. In realtà la giornalista porta avanti una sua pista in base alla quale sarebbe stata proprio l'insospettabile scienziata l'obiettivo del killer, la professionista americana Kitten.
E le indagini della Bengtzon trovano conferme della sua ipotesi ad ogni passo. Passi che sono contrassegnati da altrettanti omicidi che complicano la vicenda ma che chiariscono le idee sia alla polizia che al direttore del suo giornale, sulla bontà di quella che sembrava una pista assurda. Così Annika, rischiando in prima persona, scopre che il mandante di tutti gli omicidi di Kitten è Bernhard Thorell, un ricercatore che quando lavorava con la von Behring venne a conoscenza di un falso, per altro compiuto materialmente dalla collega di lei Birgitta Larsén, decisivo per l'acquisizione di quella credibilità scientifica che poi aveva portato l'ambiziosa donna al vertice. Thorell, forte di questa cosa, ricattava la von Behring allo scopo di poter ottenere un Premio Nobel per le sue ricerche. Non piegandosi alle minacce, la donna è stata uccisa, in un modo che non avrebbe dovuto destare sospetti.
Vistosi scoperto, Thorell incarica Kitten di uccidere la Bengtzon, ma quando questa lo mette in fuga, è la stessa killer ad eliminarlo.
Il caso è risolto, Annika ha messo a segno uno scoop strepitoso e ora può godersi anche un po' di pace in famiglia, dopo i problemi occorsi al figlio e le tensioni con il marito sovrappostisi alla vicenda principale.

## Distribuzione
Il film è uscito nelle sale svedesi il 2 marzo 2012. Nelle settimane e mesi successivi è uscito in tutti i paesi scandinavi, Finlandia, Russia e Oceania.
Gli altri cinque film di questa serie sono usciti solo in DVD.